# Marcelo Fabián Mazzitelli

Bischofswappen von Marcelo Fabián Mazzitelli

Marcelo Fabián Mazzitelli (* 25. Juni 1960 in Buenos Aires) ist ein argentinischer Geistlicher und römisch-katholischer Weihbischof in Mendoza.

## Leben
Marcelo Fabián Mazzitelli studierte am Priesterseminar in San Isidro und empfing am 11. März 1986 durch Bischof Alcides Jorge Pedro Casaretto das Sakrament der Priesterweihe für das Bistum San Isidro.
Neben Aufgaben in der Pfarrseelsorge war er als Studienpräfekt und Regens diözesanen Priesterseminars tätig. Außerdem war er Präsident der Vereinigung der Priesterseminare Argentiniens und gehörte dem Priesterrat seines Bistums an. An der Päpstlichen Katholischen Universität von Argentinien erwarb er das Lizenziat in Theologie. Zeitweise war er als Missionar in Holguín auf Kuba tätig. Seit 2015 war er Mitarbeiter der Kongregation für den Klerus in Rom.
Am 10. November 2017 ernannte ihn Papst Franziskus zum Titularbischof von Pauzera und zum Weihbischof in Mendoza. Der Apostolische Administrator des Erzbistums Mendoza, Weihbischof Dante Gustavo Braida, spendete ihm am 29. Dezember desselben Jahres die Bischofsweihe. Mitkonsekratoren waren der emeritierte Bischof von San Isidro, Alcides Jorge Pedro Casaretto, und dessen Amtsnachfolger Óscar Vicente Ojea Quintana.
Seit dem 12. Februar 2025 verwaltet er zudem das vakante Bistum San Rafael als Apostolischer Administrator.